# Wulf Damkowski

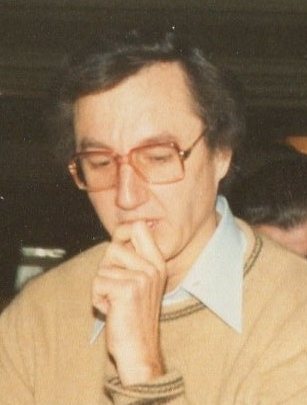
Wulf Damkowski, 1981

Wulf Damkowski (* 22. November 1941 in Hamburg) ist ein deutscher Rechtswissenschaftler, Politiker (SPD) und Hamburger Hochschullehrer.

## Leben
Wulf Damkowski wurde 1941 als Sohn von Marta Damkowski geboren. Er studierte Rechtswissenschaft arbeitete und wurde zum Dr. jur. promoviert. Er arbeitete zunächst als Wissenschaftlicher Assistent am Seminar für Verwaltungslehre der Universität Hamburg.
Von 1970 bis 1986 gehörte Wulf Damkowski als SPD-Abgeordneter der Hamburgischen Bürgerschaft an. Im Juni 1977 gehörte er gemeinsam mit Jan Ehlers, Bodo Fischer, Harro Frank, Hans-Jürgen Grambow, Helga von Hoffmann, Frauke Martin, Lothar Reinhard, Ortwin Runde und Bodo Schümann zu einer Gruppe von zehn SPD-Bürgerschaftsabgeordneten, die im Zusammenhang mit dem Parteiausschluss des Juso-Vorsitzenden Klaus Uwe Benneter in einem Brief an den Parteivorsitzenden Willy Brandt verlangten, dass dieser Parteiordnungsverfahren gegen 56 Hamburger SPD-Mitglieder, die sich mit Benneter solidarisiert hatten, verhindere.
Im Jahr 1980 wurde Damkowski als Professor an die Hochschule für Wirtschaft und Politik (HWP) in Hamburg berufen, die 2005 mit der Universität Hamburg fusionierte. Er lehrte dort Öffentliches Recht und Verwaltungswissenschaft mit dem Schwerpunkt Public Management. Im Jahr 2007 wurde er emeritiert.
Wulf Damkowski ist außerdem Autor diverser Sachbücher.